# Kris Dunn
Kristofer "Kris" Michael Dunn (New London, 18 de março de 1994) é um americano jogador profissional de basquete que atualmente joga pelo Los Angeles Clippers da National Basketball Association (NBA).
Ele jogou pela Providence College e foi selecionado pelo Minnesota Timberwolves como a 5ª escolha geral no Draft da NBA de 2016.

## Carreira no ensino médio
Dunn cursou a New London High School em New London, Connecticut; sendo um dos armadores mais dominantes no basquete do ensino médio. 
Durante seu primeiro ano, Dunn obteve médias de 26,5 pontos, 10 rebotes, 5 roubadas de bola e 5 assistências, levando a equipe a um recorde de 27-0 e uma vitória no Connecticut Class L State Championship contra a Northwest Catholic High School. 
Em seu último ano, ele chegou a marca de 2.000º pontos na carreira. Ele também liderou a New London High School para a semifinal do Campeonato Estadual onde foram derrotadas pela St. Josephs High School. 
Segundo a Rivals.com, Dunn era o melhor Armador e o 16° melhor jogador na classe de 2011.
Dunn anunciou sua intenção de frequentar o Providence College em agosto de 2011.

## Carreira universitária
Dunn teve uma lesão em junho de 2012 e foi submetido a uma cirurgia no ombro imediatamente. Ele fez sua estreia como calouro no final de dezembro. Ele jogou 25 jogos nessa temporada e teve uma média de 5,7 pontos.
Em 11 de dezembro de 2013, foi anunciado que Dunn passaria por outra cirurgia no ombro e perderia o resto de sua segunda temporada depois de jogar apenas quatro jogos.
Na temporada de 2014-15, Dunn voltou de lesão para ganhar os prêmios de Jogador do Ano da Big East e Jogador Defensivo do Ano. Ele teve uma média de 15,6 pontos e liderou a Big East em assistências e roubadas de bola. 
Após a conclusão da sua quarta temporada, Dunn anunciou sua intenção de pular sua última temporada de elegibilidade e participar do Draft da NBA de 2016. Ele se formou em Providence e recebeu seu diploma após o final da temporada. Segundo a ESPN, Dunn foi listado como o 2° melhor armador e provavelmente seria uma das dez primeiras escolhas no draft.

## Carreira profissional

### Minnesota Timberwolves (2016-2017)
Em 23 de junho de 2016, Dunn foi selecionado pelo Minnesota Timberwolves com a quinta escolha geral no Draft de 2016. Em 7 de julho, ele assinou seu contrato de novato com os Timberwolves e ingressou na equipe na Summer League de 2016. Ele jogou apenas dois jogos na Summer League antes de ficar de fora do resto do torneio depois de ser diagnosticado com uma concussão.
Ele fez sua estreia na temporada regular em 26 de outubro no jogo de abertura dos Timberwolves, marcando oito pontos em uma derrota por 102-98 para o Memphis Grizzlies. Em 1º de novembro, ele registrou 10 pontos, seis assistências e cinco roubadas de bola em seu primeiro jogo como titular na carreira, ajudando os Timberwolves a derrotar os Grizzlies por 116-80. Em 6 de dezembro, ele teve o melhor jogo da temporada com 15 pontos em uma derrota por 105-91 para o San Antonio Spurs.

### Chicago Bulls (2017–2020)
Em 22 de junho de 2017, Dunn foi negociado, juntamente com Zach LaVine e os direitos de Lauri Markkanen (a 7ª escolha no Draft de 2017), para o Chicago Bulls em troca de Jimmy Butler e os direitos de Justin Patton (a 16ª escolha no Draft de 2017).
Sua estreia nos Bulls foi adiada até o quinto jogo da temporada, depois que ele sofreu uma luxação no dedo indicador esquerdo durante um jogo da pré-temporada em 6 de outubro. Em sua estreia no dia 28 de outubro, em uma derrota por 101-69 para o Oklahoma City Thunder, Dunn saiu do banco e marcou oito pontos e cinco faltas, além de agravar a lesão no dedo. Em 17 de novembro de 2017, ele marcou 22 pontos em uma vitória de 123-120 sobre o Charlotte Hornets.
Em 26 de dezembro de 2017, ele registrou 20 pontos, 12 assistências, quatro roubadas de bola e dois bloqueios em 33 minutos em uma vitória de 115-106 sobre o Milwaukee Bucks. Dunn se juntou a Michael Jordan como o único jogador dos Bulls com pelo menos 20 pontos, 12 assistências, quatro roubadas de bola e dois bloqueios em um jogo. Ele também se tornou um dos únicos 18 jogadores a acumular essa linha de estatísticas em um jogo da NBA.
Em 5 de janeiro de 2018, ele marcou 32 pontos em uma vitória por 127-124 contra o Dallas Mavericks. Em 14 de fevereiro de 2018, ele registrou oito pontos e três assistências em 20 minutos contra o Toronto Raptors depois de perder 11 jogos por causa de uma concussão.
Dunn perdeu os dois primeiros jogos da temporada de 2018-19 por causa do nascimento de seu primeiro filho. Em 10 de dezembro, depois de ficar de fora por quase sete semanas devido a uma lesão no Ligamento colateral medial, Dunn voltou à equipe e terminou com nove pontos em 20 minutos em uma derrota por 108-89 para o Sacramento Kings. Em 15 de dezembro, ele marcou 24 pontos na vitória por 98-93 sobre o San Antonio Spurs. Em 4 de janeiro, ele registrou 16 pontos e 17 assistências em uma derrota por 119-116 para o Indiana Pacers. Em 20 de março, ele registrou 26 pontos - incluindo oito na prorrogação - e 13 assistências na vitória de 126-120 sobre o Washington Wizards.

### Atlanta Hawks (2020–2021)
Em 28 de novembro de 2020, Dunn assinou um contrato de 2 anos e $10 milhões com o Atlanta Hawks. Ele jogou apenas quatro jogos pelos Hawks durante a temporada de 2020-21, perdendo 63 jogos devido a lesões na perna para as quais ele precisou de uma cirurgia.
Em 7 de agosto de 2021, Dunn foi trocado para o Boston Celtics em uma negociação envolvendo três times, incluindo o Sacramento Kings. Ele foi então transferido para o Memphis Grizzlies em 15 de setembro, que o dispensou em 16 de outubro, após um jogo de pré-temporada.

### Agua Caliente Clippers (2022)
Em 11 de janeiro de 2022, Dunn foi adquirido pelo Agua Caliente Clippers da G-League.

### Portland Trail Blazers (2022)
Em 14 de março de 2022, Dunn assinou um contrato de 10 dias com o Portland Trail Blazers. Ele fez sua estreia pela equipe no mesmo dia, registrando dois pontos, cinco rebotes, três assistências e dois roubos de bola em uma derrota de 113-122 para o Atlanta Hawks. Em 24 de março, Dunn assinou um segundo contrato de 10 dias. Em 3 de abril, ele assinou um contrato pelo restante da temporada.

### Capital City Go-Go (2022–2023)
Em 4 de novembro de 2022, Dunn foi nomeado para o elenco de estreia do Capital City Go-Go.

### Utah Jazz (2023–2024)
Em 22 de fevereiro de 2023, Dunn assinou um contrato de 10 dias com o Utah Jazz. Em 4 de março, ele assinou um segundo contrato de 10 dias com o Jazz. Em 14 de março, Dunn assinou um contrato de 2 anos e US$3.3 milhões com o Jazz.
Em 24 de março de 2024, Dunn foi suspenso por dois jogos após iniciar uma briga e dar um soco no jogador do Houston Rockets, Jabari Smith Jr.

### Los Angeles Clippers (2024–Presente)
Em 18 de julho de 2024, Dunn se juntou ao Los Angeles Clippers em uma troca por Russell Westbrook, os direitos de draft de Balša Koprivica, uma escolha de segunda rodada e considerações em dinheiro.

## Estatísticas da carreira

### NBA

#### Temporada regular
| Ano      | Equipe    | PJ  | PT  | MPJ  | AP   | 3P   | LL   | RT  | AS  | BR  | TO | PPJ  |
| -------- | --------- | --- | --- | ---- | ---- | ---- | ---- | --- | --- | --- | -- | ---- |
| 2016–17  | Minnesota | 78  | 7   | 17.1 | .377 | .288 | .610 | 2.1 | 2.4 | 1.0 | .5 | 3.8  |
| 2017–18  | Chicago   | 52  | 43  | 29.3 | .429 | .321 | .737 | 4.3 | 6.0 | 2.0 | .5 | 13.4 |
| 2018–19  | Chicago   | 46  | 44  | 30.2 | .425 | .354 | .797 | 4.1 | 6.0 | 1.5 | .5 | 11.3 |
| 2019–20  | Chicago   | 51  | 32  | 24.9 | .444 | .259 | .741 | 3.6 | 3.4 | 2.0 | .3 | 7.3  |
| 2020–21  | Atlanta   | 4   | 0   | 11.3 | .083 | .000 | .750 | 1.5 | .5  | .5  | .5 | 1.3  |
| 2021–22  | Portland  | 14  | 3   | 24.0 | .431 | .091 | .944 | 3.5 | 5.6 | 1.6 | .2 | 7.6  |
| 2022–23  | Utah      | 22  | 3   | 25.8 | .537 | .472 | .774 | 4.5 | 5.6 | 1.1 | .5 | 13.2 |
| 2023–24  | Utah      | 66  | 32  | 18.9 | .470 | .369 | .688 | 2.9 | 3.8 | 1.0 | .4 | 5.4  |
| Carreira | Carreira  | 333 | 164 | 22.6 | .399 | .269 | .755 | 3.3 | 4.1 | 1.3 | .4 | 7.9  |

#### Playoffs
| Ano  | Equipe  | PJ | PT | MPJ | AP   | 3P   | LL    | RT  | AS  | BR | TO | PPJ |
| ---- | ------- | -- | -- | --- | ---- | ---- | ----- | --- | --- | -- | -- | --- |
| 2021 | Atlanta | 5  | 0  | 6.6 | .200 | .000 | 1.000 | 1.0 | 1.0 | .4 | .4 | 1.2 |

### Universidade
| Ano      | Equipe     | PJ | PT | MPJ  | AP   | 3P   | LL    | RT  | AS  | BR  | TO  | PPJ  |
| -------- | ---------- | -- | -- | ---- | ---- | ---- | ----- | --- | --- | --- | --- | ---- |
| 2012–13  | Providence | 25 | 18 | 27.2 | .398 | .286 | .690  | 4.8 | 3.2 | 1.2 | .3  | 5.7  |
| 2013–14  | Providence | 4  | 0  | 26.5 | .316 | .000 | 1.000 | 2.5 | 5.0 | 1.8 | .3  | 3.8  |
| 2014–15  | Providence | 33 | 33 | 34.0 | .474 | .351 | .686  | 5.5 | 7.5 | 2.7 | .3  | 15.6 |
| 2015–16  | Providence | 33 | 32 | 33.0 | .448 | .372 | .695  | 5.3 | 6.2 | 2.5 | .6  | 16.4 |
| Carreira | Carreira   | 95 | 83 | 30.1 | .409 | .252 | .767  | 4.5 | 5.4 | 2.0 | 0.3 | 10.3 |

Fonte: